# کاهاتودووا
کاهاتودووا (به لاتین: Kahathuduwa) یک منطقهٔ مسکونی در سری‌لانکا است که در ناحیه کلمبو واقع شده‌است.